# Hyundai 10000
Die Hyundai 10000 ist mit einer Tragfähigkeit von 10.000 Tonnen einer der leistungsfähigsten Schwimmkräne der Welt. Das Arbeitsschiff wurde 2015 in Betrieb genommen und befindet sich im Eigentum des südkoreanischen Unternehmens Hyundai Heavy Industries, die das Schiff auch gebaut hat.

## Geschichte
Von Hyundai Heavy Industries (HHI) beauftragt, erfolgte die Kiellegung des Schiffes am 17. Februar 2014. Das Schiff wurde von Hyundai Samho Heavy Industries in Ulsan gebaut und im März 2015 abgeliefert.

## Aufbau und Technik
Die Hyundai 10000 ist ein selbstangetriebener Schwimmkran; aufgrund der Pontonbauweise besitzt er einen geringen Tiefgang.
Die Kräne mit ihren zwei 180 Meter langen Auslegern sind mit zwei 70 Meter hohen Masten kombiniert. Die Krananlage verfügt über 16 Haupthubwinden und acht Auslegerwinden. Es werden 72 und 54 Millimeter dicke Drahtseile mit einer Länge von jeweils 5700 Metern pro Kran betrieben. Die vier 2200-kW-Hauptgeneratoren, zwei 600-kW-Hafengeneratoren und ein 100-kW-Notstromaggregat erzeugen den für den Kran benötigten Strom.
Die Bauart der Kräne ist mit Derrickkränen vergleichbar mit dem Unterschied, dass die Kräne der Hyundai 10000 nicht schwenkbar sind. Daher muss die Drehbewegung vom Schiff selbst ausgeführt werden. Der Schwimmkran wird hauptsächlich im Werftbetrieb genutzt oder um Hafenanlagen zu bauen. Er wurde allerdings auch bei der Installation von Bohrinseln genutzt, die aufgrund der immer größeren Vorfertigung an Land (die sogenannten „integrierten Decks“) immer leistungsfähigere Schwimmkräne benötigen.